# Eisheilig
Eisheilig ist eine Dark-Rock- und Neue-Deutsche-Härte-Band aus Deutschland.

## Bandgeschichte
Die Band wurde 1998 von Dennis Mikus (Gesang), Till Maiwald (Gitarre), Niklas Peternek (Bass), Dominik Sapia (Schlagzeug) und Hardy Zenero (Gitarre) gegründet. Nach einer Demo-Veröffentlichung erschien im Jahre  2001 ihr erstes Album mit dem Namen Eisheilig über Napalm Records.
2003 erschien das zweite Album Die Gärten des Herrn, erneut über Napalm Records. Gründungsmitglied Hardy Zenero (Gitarre) verließ noch vor Aufnahme des Albums aufgrund einiger heftiger Meinungsverschiedenheiten die Band.
2006 wechselten Eisheilig das Label und unterschrieben bei Drakkar Entertainment. Über diese wurde dann auch ihr Drittwerk Elysium veröffentlicht. Aufgenommen wurde das Album, welches etwas von dem auf den Vorgänger geprägten Stil abweicht, im Mohrmann-Studio.
Gründungsmitglied und Bassist Niklas Peternek verließ im März 2007 die Band, weil zu diesem Zeitpunkt die Geburt seines Kindes unmittelbar bevorstand.
Im Juli 2007 wurde Markus Vogler als neuer Bassist vorgestellt.
Auf ihrer MySpace-Seite kündigten sie am 9. Dezember 2010 an, dass die Band auf unbestimmte Zeit pausieren wird.

## Stil
Ihr früher Stil wird zumeist als Gothic Metal oder Dark Rock bezeichnet. Das 2001 erschienene Debüt wurde aufgrund der tiefen Stimme von Sänger Dennis Mikus, der dem Doom Metal entnommenen Schwere und anderen stilistischen Ähnlichkeiten oft mit der amerikanischen Formation Type O Negative verglichen. Das zweite Album „Die Gärten des Herrn“ entfernte sich stilistisch schon vom Vorgänger, die Gitarre trat mehr in den Vordergrund, der Gesang wurde facettenreicher, eigenständiger. Auf dem dritten Album Elysium orientierten sich Eisheilig ebenso neu. Die auf dem Vorgängeralbum bereits zu erkennende Tendenz zu einem vielschichtigeren, gitarrenlastigeren Sound setzte sich hier fort. Dominiert wurde der Sound nicht mehr nur durch ruhige und schwere Songs, sondern auch durch für diesen Bereich schnellere und wuchtigere Songstrukturen, die sich merklich an Rammstein orientierten. Textlich änderte sich im Laufe der drei Alben wenig. Die metaphorisch gehaltenen Texte spielen von jeher mit religiösen Elementen, ohne dabei den Bezug zu aktuellen Ereignissen außer Acht zu lassen. Das vierte Album Auf dem Weg in deine Welt erschien hingegen wieder ruhiger und Rockorientierter, wohingegen das fünfte Werk Imperium auch Anleihen an Laibach aufwies.

## Diskografie

### Demoaufnahmen
- 1999: Eisheilig

### Alben
- 2001: Eisheilig
- 2003: Die Gärten des Herrn
- 2006: Elysium
- 2007: Auf dem Weg in deine Welt
- 2009: Imperium

### Singles
- 2007: Kein Land in Sicht